# United States Olympic & Paralympic Hall of Fame

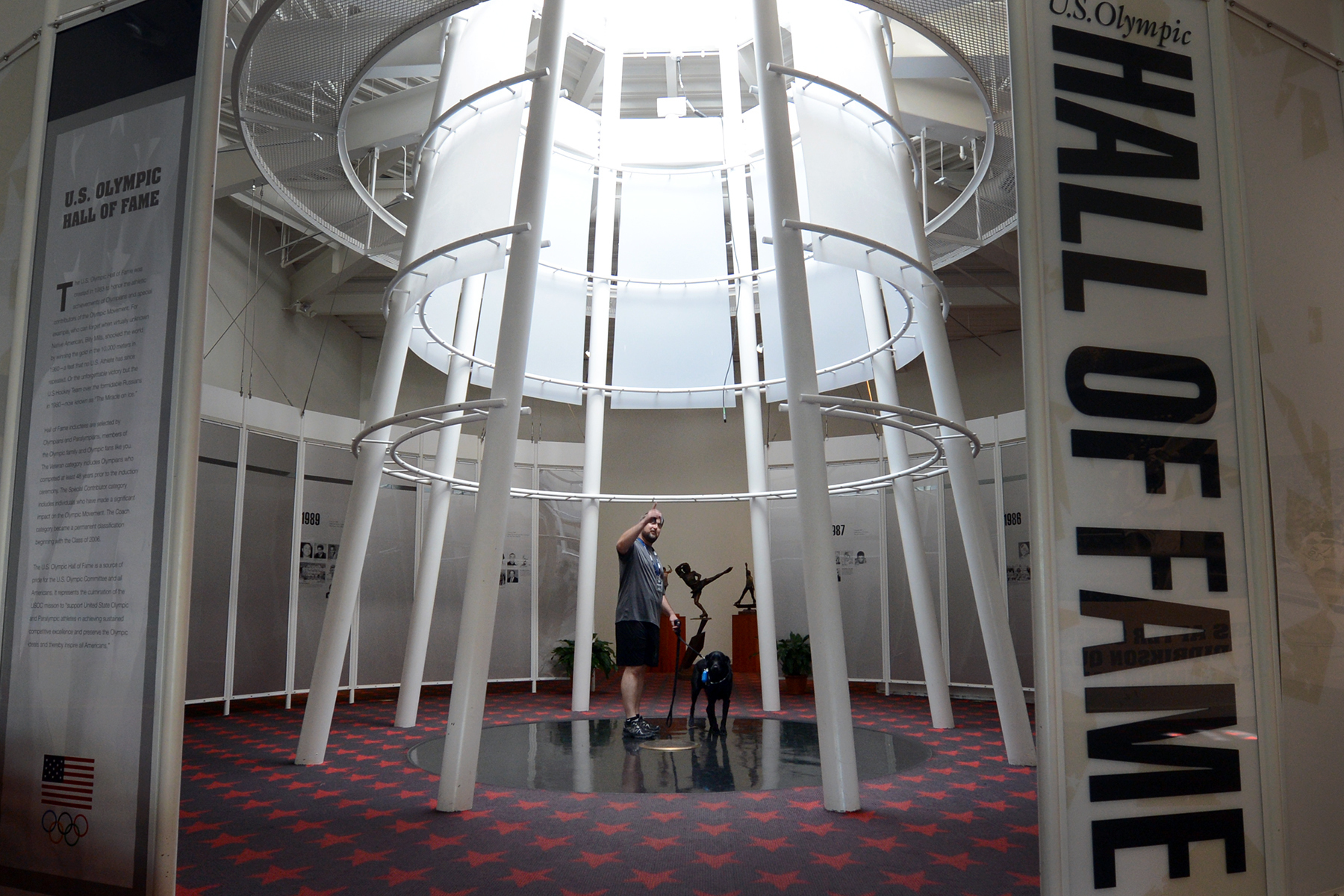
Innenaufnahme der Hall-of-Fame-Ausstellung in Colorado Springs (2014)

Die United States Olympic & Paralympic Hall of Fame ist die Ehrenhalle für die besten US-amerikanischen Teilnehmer an Olympischen und Paralympischen Spielen sowie für weitere Personen, die sich um die Entwicklung des olympischen Sports in den Vereinigten Staaten verdient gemacht haben. Sie wurde 1979 vom United States Olympic Committee gegründet. Die ersten Mitglieder wurden 1983 aufgenommen. Zwischen 1992 und 2003 kam es zu keinen Neuaufnahmen, 2004 wurde die Ehrenhalle wiederbelebt. Sie umfasst inklusive der 2022 aufgenommenen Sportler 129 Teilnehmer an Olympischen und Paralympischen Spielen, 13 Mannschaften, 6 Trainer, und 20 Special Contributors (beispielsweise Sportfunktionäre und Reporter). Seit 2020 ist eine Ausstellung zur Hall of Fame Teil des United States Olympic & Paralympic Museums in Colorado Springs.

## Historische Entwicklung
| Gründungsmitglieder der Hall of Fame 1983 | Gründungsmitglieder der Hall of Fame 1983 | Gründungsmitglieder der Hall of Fame 1983 |
| Pl.                                       | Name                                      | Pkt.                                      |
| ----------------------------------------- | ----------------------------------------- | ----------------------------------------- |
| 1                                         | Jesse Owens                               | 5273                                      |
| 2                                         | Mark Spitz                                | 4804                                      |
| 3                                         | Jim Thorpe                                | 4276                                      |
| 4                                         | Eric Heiden                               | 3600                                      |
| 5                                         | Al Oerter                                 | 3418                                      |
| 6                                         | Bob Mathias                               | 3311                                      |
| 7                                         | Babe Didrikson                            | 2812                                      |
| 8                                         | Wilma Rudolph                             | 2734                                      |
| 9                                         | Johnny Weissmuller                        | 2719                                      |
| 10                                        | Eishockeyteam 1980                        | 2032                                      |
| 11                                        | Rafer Johnson                             | 2021                                      |
| 12                                        | Don Schollander                           | 1961                                      |
| 13                                        | Bob Beamon                                | 1820                                      |
| 14                                        | Dick Button                               | 1683                                      |
| 15                                        | Ray Ewry                                  | 1588                                      |
| 16                                        | Muhammad Ali                              | 1422                                      |
| 17                                        | Bob Richards                              | 1262                                      |
| 18                                        | Harrison Dillard                          | 1073                                      |
| 19                                        | Edward Eagan                              | 933                                       |
| 19                                        | Peggy Fleming                             | 933                                       |
|                                           | Avery Brundage                            | außer Konkurrenz                          |

Die Idee einer Ruhmeshalle für olympische Sportler entstand 1979 in Anlehnung an ähnliche bereits existierende Einrichtungen im Football oder Basketball. An der Planung beteiligt waren das United States Olympic Committee (USOC) und Coca-Cola als erster Hauptsponsor. Sportpolitische Entwicklungen um den Boykott der Olympischen Spiele 1980 in Moskau verzögerten die Umsetzung des Projektes. 1982 begann ein Gremium von USOC-Vertretern und Sportjournalisten der National Sportscasters and Sportswriters Association mit der Nominierung der ersten Hall-of-Fame-Kandidaten. Die 21 ausgewählten Gründungsmitglieder (vollständige Liste rechts) wurden im Oktober 1983 in Chicago mit einer Zeremonie in die Ruhmeshalle eingeführt. Am meisten Stimmen erhielt der Sprint- und Weitsprungolympiasieger von 1936 Jesse Owens vor dem neunfachen Goldmedaillengewinner im Schwimmen Mark Spitz.
In den folgenden neun Jahren wurden jährlich zwischen vier und elf Mitglieder in die Hall of Fame aufgenommen, sodass sie bis 1992 auf über 80 Mitglieder anwuchs. Neben Olympiasiegern – der Gewinn einer Goldmedaille war ausdrückliches Aufnahmekriterium für Sportler – zählten dazu auch sogenannte Special Contributors wie der langjährige Präsident des Internationalen Olympischen Komitees Avery Brundage (1983 aufgenommen) oder der Sportreporter Jim McKay (1988 aufgenommen). 1988 wurde zudem eine Veteranen-Kategorie (später umbenannt in Legenden) eingeführt, um Athleten zu würdigen, die ihre olympischen Erfolge vor 1948 feierten. Seit 1989 waren auch bereits aufgenommene Sportler an der Auswahl neuer Mitglieder beteiligt.
Nach einer zwölfjährigen Pause, bedingt durch den Rückzug von Coca-Cola als Geldgeber 1992, wurde die Olympic Hall of Fame 2004 mit Allstate als neuem Hauptsponsor wiederbelebt. Der Rollstuhltennisspieler Randy Snow wurde als erster paralympischer Sportler bei der Auswahl berücksichtigt. Die Ruhmeshalle wuchs in den Jahren 2006, 2008, 2009, 2012, 2019 und 2022 weiter an: 2024 umfasste sie 129 Teilnehmer an Olympischen und Paralympischen Spielen, 13 Mannschaften, 6 Trainer, und 20 Special Contributors. Seit den 2000er-Jahren ist die Öffentlichkeit in Form einer Online-Abstimmung an der Kür neuer Mitglieder beteiligt (aus einer von einem Komitee getroffenen Vorauswahl). Das USOC zählte dabei sowohl 2009 als auch 2012 nach eigenen Angaben mehr als 100.000 Stimmen. Mit der im Sommer 2019 erfolgten Umbenennung des United States Olympic Committees in United States Olympic & Paralympic Committee (USOPC) wurde auch der offizielle Name der Hall of Fame erweitert.
Die United States Olympic & Paralympic Hall of Fame war lange Zeit im Besucherzentrum des USOPC in Colorado Springs angesiedelt, nachdem 1991 ein Plan zur Errichtung eines eigenen Gebäudes am gleichen Ort aus Kostengründen gescheitert war. 2020 eröffnete – ebenfalls in Colorado Springs – das United States Olympic & Paralympic Museum, in dem eine Dauerausstellung zur Hall of Fame zu sehen ist.

## Aufnahmekriterien
Die Hall of Fame besteht (Stand 2024) aus fünf Kategorien, für die unterschiedliche Aufnahmekriterien gelten. Alle erbrachten Vorschläge (etwa von nationalen Verbänden oder auch von Fans) werden von einem Komitee geprüft, dem unter anderem Sportler- und Medienvertreter sowie Funktionäre angehören. Das Komitee wählt aus den Vorschlägen eine Gruppe von Personen aus, über die dann von Sportlern, nationalen Verbänden und Fans abgestimmt wird. Eine Rolle bei der Nominierung spielen nicht nur die sportlichen Leistungen, sondern auch der Charakter der Vorgeschlagenen sowie ihre Beiträge abseits des Sports.
Die folgenden fünf Kategorien finden Berücksichtigung (Stand 2024):
- Olympians und Paralympians: Teilnehmer an Olympischen und Paralympischen Spielen, die vom aktiven Sport zurückgetreten sind und bei denen mindestens vier Jahre seit ihrer letzten Teilnahme vergangen sind. Athleten aus Teamsportarten können nur aufgenommen werden, wenn sie bei mindestens zwei Spielen eine Medaille gewonnen haben.
- Legenden: Olympia- und Paralympics-Teilnehmer, bei denen mindestens 24 Jahre seit ihrer letzten Teilnahme an Spielen vergangen sind.
- Teams: zwei oder mehr Athleten, die bei Olympischen oder Paralympischen Spielen als Einheit aufgetreten sind und bei denen mindestens vier Jahre seit ihrer letzten Teilnahme vergangen sind.
- Trainer: Betreuer einer US-Delegation bei Olympischen oder Paralympischen Spielen, bei denen mindestens vier Jahre seit ihrer letzten Teilnahme vergangen sind.
- Special Contributors: Personen, die außergewöhnlich zur olympischen oder paralympischen Bewegung in den Vereinigten Staaten beigetragen haben. Ausgenommen sind aktuelle Mitglieder des Nationalen Olympischen Komitees.

Die Regeln von 2024 sehen vor, dass zu jeder Aufnahmeeinheit (hall of fame class) fünf Olympians, drei Paralympians, zwei Legenden, zwei Teams (eines paralympisch und eines olympisch), ein Trainer und ein Special Contributor gehören.

## Mitglieder der Hall of Fame

### Athleten
Die folgende Tabelle führt mit Stand 2024 die 11 paralympischen und 118 olympischen Sportler – inklusive Legenden – auf, die in die Hall of Fame aufgenommen wurden. Die am häufigsten vertretene Sportart ist Leichtathletik (mit 46 Athleten) vor Schwimmen (mit 19 Athleten). Die einzigen unter den aufgenommenen Sportlern, die keine olympische Goldmedaille holten, sind die Weitspringerin Willye White, die Eiskunstläuferin Michelle Kwan sowie der 200-Meter-Läufer John Carlos.
Hinweise:
- Die Spalte Heimatstadt vermerkt nicht notwendigerweise den Geburtsort eines Sportlers, sondern die Hometown wie sie im Profil des Athleten in der Hall of Fame ausgewiesen ist. In den meisten Fällen ist das die Stadt, in der er aufgewachsen ist und die High School besucht hat.
- In der Spalte Medaillen sind die Gold-, Silber- und Bronzemedaillen (in der Form G-S-B) aufgeführt, die ein Sportler bei Olympischen oder Paralympischen Spielen gewonnen hat. Die Jahreszahlen darunter geben das erste und das letzte Jahr an, in dem er an Olympischen oder Paralympischen Spielen teilgenommen hat.
- Schließlich verzeichnet die Spalte Leistungen und Anmerkungen auszugsweise aus der Biographie in der Hall of Fame besondere sportliche Leistungen des Athleten sowie außerdem biographische Details, wenn sie für die Würdigung des Sportlers relevant sind.
- Die Liste ist sortierbar: Durch Anklicken eines Spaltenkopfes wird die Liste nach dieser Spalte sortiert, zweimaliges Anklicken kehrt die Sortierung um. Durch das Anklicken zweier Spalten hintereinander lässt sich jede gewünschte Kombination erzielen.

| Name                                                    | Geburtstag    | Todestag      | Heimatstadt (Staat)               | Sportart                                                 | Aufnahme | Medaillen          | Leistungen und Anmerkungen | Bild                                                                        |
| ------------------------------------------------------- | ------------- | ------------- | --------------------------------- | -------------------------------------------------------- | -------- | ------------------ | --- | --------------------------------------------------------------------------- |
| Tenley Albright                                         | 18. Juli 1935 |               | Newton Center (Massachusetts)     | Eiskunstlauf                                             | 1988     | 1-1-0 (1952–1956)  | Albright war in den 1950er-Jahren die erste US-Weltmeisterin und -Olympiasiegerin im Eiskunstlauf der Frauen. Nach ihrer Laufbahn studierte sie an der Harvard Medical School, wo sie später auch lehrte. | Albright 1953 in Tokio                                                      |
| Muhammad Ali                                            | 17. Jan. 1942 | 3. Juni 2016  | Louisville (Kentucky)             | Boxen                                                    | 1983     | 1-0-0 (1960)       | Ali (gebürtig Cassius Clay) wurde nach seinem Olympiasieg 1960 dreimaliger unumstrittener Boxweltmeister im Schwergewicht. 1996 entzündete er die olympische Fackel der Spiele von Atlanta. Sports Illustrated zeichnete ihn 1999 als Sportler des Jahrhunderts aus. | Porträt von Ali 1967                                                        |
| Evelyn Ashford                                          | 15. Apr. 1957 |               | Roseville (Kalifornien)           | Leichtathletik                                           | 2006     | 4-1-0 (1976–1992)  | Ashford war in den frühen 1980er-Jahren eine der weltweit führenden Sprinterinnen. Sie gewann in Los Angeles 1984 die Goldmedaille über 100 Meter und zudem bei diesen und den beiden darauffolgenden Spielen jeweils Gold mit der Sprintstaffel. |                                                                             |
| Shirley Babashoff                                       | 31. Jan. 1957 |               | Fountain Valley (Kalifornien)     | Schwimmen                                                | 1987     | 3-6-0 (1972–1976)  | Babashoff war mit neun Medaillen über lange Zeit (bis in die 1990er-Jahre) die erfolgreichste US-Frau bei Olympischen Spielen. In ihrer Laufbahn stellte sie elf Weltrekorde auf. | Babashoff 2016                                                              |
| Bruce Baumgartner                                       | 2. Nov. 1960  |               | Haledon (New Jersey)              | Ringen                                                   | 2008     | 2-1-1 (1984–1996)  | Baumgartner war in den 1980er- und 1990er-Jahren einer der weltweit führenden Ringer. Er gewann Medaillen bei vier aufeinanderfolgenden Olympischen Spielen und bei neun Weltmeisterschaften. Nach seiner Laufbahn leitete er unter anderem den US-amerikanischen Ringerverband. |                                                                             |
| Bob Beamon                                              | 29. Aug. 1946 |               | Jamaica (New York)                | Leichtathletik                                           | 1983     | 1-0-0 (1968)       | Bei den Olympischen Spielen 1968 in Mexiko-Stadt wurde Beamon Olympiasieger im Weitsprung und verbesserte den Weltrekord in dieser Disziplin um 55 cm auf 8,90 m. | Porträt von Beamon 1992                                                     |
| Joan Benoit                                             | 16. Mai 1957  |               | Cape Elizabeth (Maine)            | Leichtathletik                                           | 2008     | 1-0-0 (1984)       | Benoit gewann 1984 in Los Angeles den ersten Frauen-Marathon der olympischen Geschichte. Zuvor hatte sie zweimal den Boston-Marathon für sich entschieden, später siegte sie auch beim Chicago-Marathon. | Joan Benoit 1984                                                            |
| Matt Biondi                                             | 8. Okt. 1965  |               | Moraga (Kalifornien)              | Schwimmen                                                | 2004     | 8-2-1 (1984–1992)  | Mit elf Medaillen, vor allem im Freistilschwimmen, zählt Biondi zu den meistdekorierten US-Olympiateilnehmern. Er schwamm die 100 Meter Freistil als erster Sportler unter 49 Sekunden. Neben seiner Laufbahn als Schwimmer war er auch als Wasserballer aktiv. |                                                                             |
| Bonnie Blair                                            | 18. März 1964 |               | Champaign (Illinois)              | Eisschnelllauf                                           | 2004     | 5-0-1 (1984–1994)  | Mit fünf Goldmedaillen auf den Sprintstrecken über 500 und 1000 Meter gehört Blair zu den erfolgreichsten US-Teilnehmerinnen an Olympischen Winterspielen. Über 500 Meter stellte sie zwei Weltrekorde auf. | Porträt von Blair                                                           |
| Brian Boitano                                           | 22. Okt. 1963 |               | Sunnyvale (Kalifornien)           | Eiskunstlauf                                             | 2008     | 1-0-0 (1984–1994)  | Boitano wurde 1988 in Calgary Olympiasieger. Er entwarf mit dem Tano Triple Lutz einen eigenen Sprung und war der erste US-Amerikaner, der einen dreifachen Axel landete. | Porträt von Boitano 2003                                                    |
| Ralph Boston                                            | 9. Mai 1939   | 30. Apr. 2023 | Laurel (Mississippi)              | Leichtathletik                                           | 1985     | 1-1-1 (1960–1968)  | Boston verbesserte 1960 den Weitsprung-Weltrekord von Jesse Owens und sprang als erster Sportler weiter als 8,20 Meter. Im gleichen Jahr wurde er in Rom Olympiasieger. | Boston bei Olympia 1964                                                     |
| Dick Button                                             | 18. Juli 1929 |               | Englewood (New Jersey)            | Eiskunstlauf                                             | 1983     | 2-0-0 (1948–1952)  | Button war der erste Eiskunstläufer, der in einem Wettbewerb einen dreifachen Sprung und einen doppelten Axel landete. Zwischen 1948 und 1952 wurde er fünfmal in Serie Weltmeister und zweimal Olympiasieger. Nach seiner Laufbahn prägte er als Kommentator das mediale Bild der Sportart. | Button als Kommentator bei den Winterspielen 1980                           |
| Candace Cable                                           | 15. Juli 1954 |               | N/A (Kalifornien)                 | Para Ski alpin, Para Ski nordisch, Para-Leichtathletik   | 2019     | 8-2-2 (1980–2002)  | Cable gilt als eine der prägenden Figuren für den Behindertensport. Sie gewann sowohl bei Sommer- als auch bei Winter-Paralympics Medaillen, ebenso bei Rollstuhl-Demonstrationswettbewerben bei Olympischen Spielen zwischen 1984 und 1992. |                                                                             |
| Lee Calhoun                                             | 23. Feb. 1933 | 21. Juni 1989 | Laurel (Mississippi)              | Leichtathletik                                           | 1991     | 2-0-0 (1956–1960)  | Calhoun gewann als erster Athlet bei zwei aufeinanderfolgenden Olympischen Spielen (1956 und 1960) die Goldmedaille im 110-Meter-Hürdensprint. Nach seiner Laufbahn arbeitete er als Leichtathletiktrainer. |                                                                             |
| Milt Campbell                                           | 9. Dez. 1933  | 2. Nov. 2012  | Plainfield (New Jersey)           | Leichtathletik                                           | 1992     | 1-1-0 (1952–1956)  | Campbell wurde 1956 in Melbourne als erster Afroamerikaner Olympiasieger im Zehnkampf. Darüber hinaus feierte er auch als Schwimmer und Footballspieler Erfolge. |                                                                             |
| John Carlos (geführt in der Kategorie Legende)          | 5. Juni 1945  |               | N/A                               | Leichtathletik                                           | 2019     | 0-0-1 (1968)       | Carlos wurde Olympiadritter über 200 Meter bei den Spielen 1968 in Mexiko-Stadt. Während der Siegerehrung hoben er und der Sieger Tommie Smith ihre Faust und protestierten damit für die Gleichberechtigung der Afroamerikaner. | John Carlos 2012                                                            |
| Connie Carpenter-Phinney                                | 26. Feb. 1957 |               | Madison (Wisconsin)               | Radsport, Eisschnelllauf                                 | 1992     | 1-0-0 (1972–1984)  | Zunächst war Carpenter-Phinney als Eisschnellläuferin aktiv, wechselte aber nach einer Verletzung 1976 zum Radsport. Dort wurde sie mehrfache US-Meisterin und 1984 in Los Angeles Olympiasiegerin im ersten Frauen-Straßenrennen der olympischen Geschichte. |                                                                             |
| Tracy Caulkins                                          | 11. Jan. 1963 |               | Nashville (Tennessee)             | Schwimmen                                                | 1990     | 3-0-0 (1984)       | Caulkins stellte nationale Rekorde in allen vier Schwimmstilen auf. 1984 wurde sie in Los Angeles dreifache Olympiasiegerin im Lagenschwimmen. | Caulkins im Wasser 1981                                                     |
| Alice Coachman (geführt in der Kategorie Legende)       | 9. Nov. 1923  | 14. Juli 2014 | Albany (Georgia)                  | Leichtathletik                                           | 2004     | 1-0-0 (1948)       | Während ihrer Jugend in Georgia durfte Coachman wegen der Rassentrennung an vielen Wettkämpfen nicht teilnehmen. 1948 in London gewann sie im Hochsprung als erste afroamerikanische Frau eine olympische Goldmedaille. | Coachman 1948                                                               |
| Bart Conner                                             | 28. März 1958 |               | Chicago (Illinois)                | Turnen                                                   | 1991     | 2-0-0 (1976–1984)  | Trotz einer im Vorfeld der Olympischen Spiele 1984 erlittenen Verletzung am Bizeps wurde Conner in Los Angeles Olympiasieger am Barren und mit der Mannschaft. Später eröffnete er mit seiner Ehefrau Nadia Comăneci unter anderem eine Turnakademie. | Conner bei den Olympischen Spielen 2016                                     |
| James Connolly (geführt in der Kategorie Legende)       | 28. Okt. 1868 | 20. Jan. 1957 | Boston (Massachusetts)            | Leichtathletik                                           | 2012     | 1-2-1 (1896–1900)  | Connolly wurde 1896 in Athen der erste Olympiasieger der Neuzeit. Er gewann die Goldmedaille im Dreisprung. Nach seiner Laufbahn schrieb er als Autor mehrere Romane. | Connolly bei Olympia 1896                                                   |
| Natalie Coughlin                                        | 23. Aug. 1982 |               | Vallejo (Kalifornien)             | Schwimmen                                                | 2022     | 3-4-5 (2004–2012)  | Coughlin gewann in allen zwölf olympischen Wettkämpfen, zu denen sie antrat, eine Medaille. | Coughlin bei einem Wettkampf 2011                                           |
| Charles Daniels (geführt in der Kategorie Legende)      | 24. März 1885 | 8. Aug. 1973  | Dayton (Ohio)                     | Schwimmen                                                | 1988     | 4-1-2 (1904–1908)  | Daniels modifizierte das Kraulschwimmen (American Crawl) und gewann 1904 in St. Louis als erster US-Amerikaner eine olympische Medaille im Schwimmen. |                                                                             |
| Willie Davenport                                        | 8. Juni 1943  | 17. Juni 2002 | Warren (Ohio)                     | Leichtathletik, Bobsport                                 | 1991     | 1-0-1 (1964–1980)  | Davenport wurde 1968 Olympiasieger im Hürdensprint. Zwölf Jahre später nahm er als einer der ersten Afroamerikaner (als Bobsportler) an Olympischen Winterspielen teil. Nach seiner aktiven Laufbahn betreute er unter anderem ein Team der U.S. Army. |                                                                             |
| John Davis                                              | 12. Jan. 1921 | 23. Juli 1984 | Brooklyn (New York)               | Gewichtheben                                             | 1989     | 2-0-0 (1948–1952)  | Im Lauf seiner Karriere stellte Davis 16 anerkannte Weltrekorde auf und stieß 1951 als erster Gewichtheber seiner Gewichtsklasse mehr als 400 Pfund (etwa 180 Kilogramm). |                                                                             |
| Glenn Davis                                             | 17. Jan. 1942 | 28. Jan. 2009 | Barberton (Ohio)                  | Leichtathletik                                           | 1986     | 3-0-0 (1956–1960)  | Als 400-Meter-Hürdenläufer stellte Davis bei den Olympischen Spielen 1956 in Melbourne einen olympischen Rekord auf und gewann vier Jahre später in Rom zwei weitere Goldmedaillen. Für kurze Zeit spielte er American Football und arbeitete später als Leichtathletiktrainer. |                                                                             |
| Muffy Davis                                             | 1. Dez. 1972  |               | Salt Lake City (Utah)             | Para Ski alpin, Paracycling                              | 2022     | 3-3-1 (1998–2012)  | Neben ihren sieben Medaillen bei Paralympics engagierte sich Davis als Sportfunktionärin unter anderem im Internationalen Paralympischen Komitee. |                                                                             |
| Óscar de la Hoya                                        | 4. Feb. 1973  |               | Los Angeles (Kalifornien)         | Boxen                                                    | 2008     | 1-0-0 (1992)       | De La Hoya wurde nach seinem Olympiasieg 1992 in sechs verschiedenen Gewichtsklassen Profi-Weltmeister. Ihm wird zugesprochen, dem Boxsport „neues Leben verliehen“ zu haben. | De La Hoya 2010                                                             |
| Donna de Varona                                         | 26. Apr. 1947 |               | Santa Clara (Kalifornien)         | Schwimmen                                                | 1987     | 3-0-0 (1960–1964)  | Mit 13 Jahren nahm de Varona (als Ersatzläuferin der siegreichen US-Freistilstaffel) erstmals an Olympischen Spielen teil. Vier Jahre später gewann sie zwei olympische Goldmedaillen und beendete anschließend ihre Wettkampfkarriere. Als erste weibliche TV-Kommentatorin berichtete sie für ABC von den Olympischen Spielen 1968, 1972 und 1976 und setzte sich politisch für Frauenrechte im Sport ein.                       | De Varona 1961                                                              |
| Gail Devers                                             | 19. Nov. 1966 |               | National City (Kalifornien)       | Leichtathletik                                           | 2012     | 3-0-0 (1988–2004)  | In den 1990er-Jahren war Devers eine der erfolgreichsten Sprinterinnen. 1996 verteidigte sie in Atlanta ihren vier Jahre zuvor in Barcelona errungenen Olympiasieg. | Devers bei der Einführung in die National Track and Field Hall of Fame 2011 |
| Babe Didrikson                                          | 26. Juni 1911 | 27. Sep. 1956 | Beaumont (Texas)                  | Leichtathletik                                           | 1983     | 2-1-0 (1932)       | Didrikson war zunächst als Basketballerin erfolgreich, bevor sie sich der Leichtathletik zuwandte und 1932 olympische Medaillen im Speerwurf, Hochsprung sowie im Hürdenlauf gewann. Anschließend wurde sie zu einer der weltweit führenden Golferinnen. |                                                                             |
| Harrison Dillard                                        | 8. Juli 1923  | 15. Nov. 2019 | Cleveland (Ohio)                  | Leichtathletik                                           | 1983     | 4-0-0 (1948–1952)  | Dillard gewann sowohl im 100-Meter-Lauf als auch im Hürdensprint olympisches Gold. Bei seinem 100-Meter-Sieg 1948 in London wurde er als erster Athlet durch ein Zielfoto zum Olympiasieger gekürt. | Dillard 1948                                                                |
| Jean Driscoll                                           | 18. Nov. 1966 |               | Milwaukee (Wisconsin)             | Para-Leichtathletik                                      | 2012     | 5-3-4 (1988–2000)  | Geboren mit Spina bifida gewann Driscoll im Rollstuhl achtmal den Boston-Marathon, stellte dabei fünf Weltbestzeiten auf und holte zwölf Medaillen bei Paralympischen Spielen. Nach ihrem Laufbahnende unterstützte sie unter anderem die Entwicklung des Behindertensports in Ghana. |                                                                             |
| Eddie Eagan                                             | 26. Apr. 1898 | 14. Juni 1967 | Denver (Colorado)                 | Boxen, Bobsport                                          | 1983     | 2-0-0 (1920–1932)  | Eagan war der erste Athlet, der in zwei verschiedenen Disziplinen – als Boxer und als Bob-Anschieber – Goldmedaillen bei Olympischen Sommer- und Winterspielen gewann. Mit dem Bobsport begann er erst drei Wochen vor den Winterspielen 1932 in Lake Placid, bei denen er im Team von Billy Fiske siegte. | Porträt von Eagan 1920                                                      |
| Teresa Edwards                                          | 19. Juli 1964 |               | Cairo (Georgia)                   | Basketball                                               | 2009     | 4-0-1 (1984–2000)  | Edwards spielte als Point Guard bei fünf Olympischen Spielen für das US-Basketballteam der Frauen und erzielte dabei die meisten Punkte und Assists. |                                                                             |
| Janet Evans                                             | 24. Aug. 1971 |               | Fullerton (Kalifornien)           | Schwimmen                                                | 2004     | 4-1-0 (1988–1996)  | Im Alter von 15 Jahren schwamm Evans ihre ersten, später mehrmals von ihr selbst verbesserten Weltrekorde auf drei verschiedenen Freistilstrecken. 1988 gewann sie in Seoul ebenso viele olympische Goldmedaillen. Die von ihr aufgestellten Weltbestzeiten über 400, 800 und 1500 Meter Freistil hielten jeweils etwa 20 Jahre.                                                                                                   | Evans 2014                                                                  |
| Lee Evans                                               | 25. Feb. 1947 | 19. Mai 2021  | San José (Kalifornien)            | Leichtathletik                                           | 1989     | 2-0-0 (1968)       | Evans lief bei seinem Olympiasieg 1968 in Mexiko-Stadt als erster Sportler die 400 Meter in unter 44 Sekunden. Nach seiner Laufbahn arbeitete er in verschiedenen Ländern, darunter in Nigeria und Saudi-Arabien, als Leichtathletiktrainer. | Lee Evans 2008                                                              |
| Ray Ewry                                                | 14. Okt. 1873 | 29. Sep. 1937 | Lafayette (Indiana)               | Leichtathletik                                           | 1983     | 8-0-0 (1900–1908)  | Der in seiner Kindheit an Polio erkrankte Ewry war in der Frühzeit der Olympischen Spiele einer der erfolgreichsten Sportler und galt auch ein Jahrhundert später noch als „einer der besten Springer, den der Sport je gesehen hat“. Er stellte Weltrekorde in allen drei Standsprungwettbewerben (Weit-, Hoch- und Dreisprung) auf.                                                                                              | Ewry beim Standweitsprung 1900                                              |
| Lisa Fernandez                                          | 22. Feb. 1971 |               | Long Beach (Kalifornien)          | Softball                                                 | 2012     | 3-0-0 (1996–2004)  | Als Pitcher und Third Baseman führte Fernandez das US-Softballteam zu drei olympischen Goldmedaillen. Darüber hinaus stellte sie verschiedene UCLA-Rekorde auf und gewann Titel bei Weltmeisterschaften und Panamerikanischen Spielen. | Fernandez 2016                                                              |
| Peggy Fleming Jenkins                                   | 27. Juli 1948 |               | Colorado Springs (Colorado)       | Eiskunstlauf                                             | 1983     | 1-0-0 (1964–1968)  | Fleming gewann bei den Winterspielen 1968 in Grenoble die einzige US-Goldmedaille. Zudem wurde sie zwischen 1966 und 1968 dreifache Eiskunstlauf-Weltmeisterin. | Fleming 2010                                                                |
| George Foreman                                          | 10. Jan. 1949 |               | Marshall (Texas)                  | Boxen                                                    | 1990     | 1-0-0 (1968)       | Als 19-jähriger Amateurboxer gewann Foreman 1968 in Mexiko-Stadt Olympiagold im Schwergewicht. Später wurde er mehrmaliger Profiweltmeister, zuletzt im Alter von 45 Jahren. Außerhalb des Sports war er als erfolgreicher Unternehmer tätig. | Porträt von Foreman 1973                                                    |
| Dick Fosbury                                            | 6. März 1947  | 12. März 2023 | Medford (Oregon)                  | Leichtathletik                                           | 1992     | 1-0-0 (1968)       | Mit dem nach ihm benannten Flop revolutionierte Fosbury den Hochsprung. 1968 wurde er mit dieser Technik in Mexiko-Stadt Olympiasieger und stellte einen Weltrekord (2,24 m) auf. Er leitete nach seiner Laufbahn die World Olympians Association. |                                                                             |
| Gretchen Fraser (geführt in der Kategorie Legende)      | 11. Feb. 1919 | 17. Feb. 1994 | Tacoma (Washington)               | Ski Alpin                                                | 2022     | 1-1-0 (1948)       | Schon 1940 zählte Fraser zum US-Kader für die Winterspiele in Sapporo. Weil diese aber kriegsbedingt abgesagt wurden, nahm sie erst 1948 an den Winterspielen von St. Moritz teil und wurde dort die erste amerikanische Olympiasiegerin im Skifahren. |                                                                             |
| Joe Frazier                                             | 12. Jan. 1944 | 7. Nov. 2011  | Beaufort (South Carolina)         | Boxen                                                    | 1989     | 1-0-0 (1964)       | Nach seinem Olympiasieg 1964 in Tokio wurde Frazier zwischen 1970 und 1973 unumstrittener Boxweltmeister. Insbesondere seine Kämpfe gegen Muhammad Ali (Fight of the Century 1971, Thrilla in Manila 1975) gelten als legendär. | Frazier 1969                                                                |
| Dan Gable                                               | 25. Okt. 1948 |               | Waterloo (Iowa)                   | Ringen                                                   | 1985     | 1-0-0 (1972)       | Gable wurde 1972 in München ohne Punktverlust Olympiasieger im Freistilringen. Anschließend betreute er mehr als 20 Jahre lang erfolgreich das Ringerteam der University of Iowa. | Dan Gable 2014                                                              |
| Rowdy Gaines                                            | 17. Feb. 1959 |               | Winter Haven (Florida)            | Schwimmen                                                | 2006     | 3-0-0 (1984)       | Gaines brach im Vorfeld der Olympischen Spiele 1980 in Moskau elf Weltrekorde, verpasste aber die Olympiateilnahme wegen des US-Boykotts der Spiele. Vier Jahre später gewann er in Los Angeles drei Goldmedaillen, davon zwei als Staffelschwimmer. | Gaines 1983                                                                 |
| Diana Golden                                            | 20. März 1963 | 25. Aug. 2001 | Lincoln (Massachusetts)           | Para Ski alpin                                           | 2006     | 2-0-0 (1988)       | Als Skiläuferin mit einer Beinprothese gewann Golden zwei Goldmedaillen bei Winter-Paralympics sowie zehn Weltmeistertitel. Die von ihr vorangetriebene und nach ihr benannte „Golden Rule“ des US-Skiverbandes erlaubte es körperbehinderten Athleten auf nationaler Ebene gegen nichtbehinderte Sportler anzutreten. |                                                                             |
| Florence Griffith-Joyner                                | 21. Dez. 1959 | 21. Sep. 1998 | Long Beach (Kalifornien)          | Leichtathletik                                           | 2004     | 3-2-0 (1984–1988)  | Griffith-Joyner gewann bei den Olympischen Spielen in Seoul 1988 drei Goldmedaillen im Sprint und stellte dabei über 100 sowie 200 Meter Weltrekorde auf. Besondere Aufmerksamkeit erhielt ihr modisches Auftreten unter anderem mit hautengen Laufanzügen. | Griffith-Joyner 1988                                                        |
| Gary Hall junior                                        | 26. Sep. 1974 |               | Phoenix (Arizona)                 | Schwimmen                                                | 2012     | 5-3-2 (1996–2004)  | Hall junior wurde fünffacher Olympiasieger im Freistilschwimmen. Bei seinem letzten Olympiasieg 2004 in Athen war er der älteste männliche Schwimmer seit 80 Jahren, dem dies gelang. |                                                                             |
| Mia Hamm                                                | 17. März 1972 |               | N/A                               | Fußball                                                  | 2022     | 2-1-0 (1996–2004)  | Mit 15 Jahren gab Hamm ihr Debüt im Nationalteam. Sie wurde 1991 sowie 1999 Weltmeisterin und 1996 sowie 2004 Olympiasiegerin. 2001 und 2002 zeichnete sie die FIFA als Weltfußballerin des Jahres aus. | Hamm während eines Fußballspiels                                            |
| Dorothy Hamill                                          | 26. Juli 1956 |               | Denver (Colorado)                 | Eiskunstlauf                                             | 1991     | 1-0-0 (1976)       | Hamill gewann 1976 in Innsbruck olympisches Gold und trat später in Eisrevuen auf. Nach einer eigenen Brustkrebsdiagnose 2008 startete sie eine Kampagne gegen die Krankheit. | Porträt von Hamill 2001                                                     |
| Scott Hamilton                                          | 28. Aug. 1958 |               | Bowling Green (Ohio)              | Eiskunstlauf                                             | 1990     | 1-0-0 (1980–1984)  | Viermal in Folge gewann Hamilton den Weltmeistertitel und 1984 in Sarajevo olympisches Gold. Er wurde danach Profiläufer und entwickelte die „Stars-on-Ice“-Tour. | Hamilton bei einer Stars-on-Ice-Show 2002                                   |
| Bob Hayes                                               | 20. Dez. 1942 | 18. Sep. 2002 | Jacksonville (Florida)            | Leichtathletik                                           | 2006     | 2-0-0 (1964)       | Bei den Spielen 1964 in Tokio wurde Hayes über 100 Meter und mit der Sprintstaffel zweifacher Olympiasieger. Im gleichen Jahr unterzeichnete er einen Vertrag als American-Football-Spieler bei den Dallas Cowboys, mit denen er 1971 den Super Bowl gewann. | Hayes bei Olympia 1964                                                      |
| Eric Heiden                                             | 14. Juni 1958 |               | Madison (Wisconsin)               | Eisschnelllauf                                           | 1983     | 5-0-0 (1976–1980)  | Heiden gewann bei den Olympischen Winterspielen 1980 in Lake Placid alle fünf Eisschnelllauf-Goldmedaillen von der 500-Meter- bis zur 10.000-Meter-Strecke. Später zog er sich vom Eisschnelllauf zurück, nahm 1986 als Radsportler an der Tour de France teil und arbeitete als Orthopäde mit verletzten Sportlern. | Heiden 1977                                                                 |
| Carol Heiss (geführt in der Kategorie Legende)          | 20. Jan. 1940 |               | New York City (New York)          | Eiskunstlauf                                             | 2008     | 1-1-0 (1956–1960)  | Heiss landete als erste Frau einen doppelten Axel. Neben fünf in Serie gewonnenen Weltmeisterschaften von 1956 bis 1960 wurde sie in Squaw Valley 1960 auch Olympiasiegerin. Die neun Schiedsrichter bewerteten sie dabei einstimmig am höchsten. |                                                                             |
| Dan Jansen                                              | 17. Juni 1965 |               | West Allis (Wisconsin)            | Eisschnelllauf                                           | 2004     | 1-0-0 (1984–1994)  | Jansen – zweimaliger Sprintweltmeister und mehrfacher Gesamtweltcupsieger – nahm von 1984 bis 1994 an vier Olympischen Winterspielen teil, blieb aber zunächst ohne Medaille. Erst bei seinem letzten olympischen Auftritt holte er 1994 in Lillehammer Gold über 1000 Meter. | Jansen                                                                      |
| Caitlyn Jenner (geführt als Bruce Jenner)               | 28. Okt. 1949 |               | Sleepy Hollow (New York)          | Leichtathletik                                           | 1986     | 1-0-0 (1972–1976)  | Jenner war zunächst im American Football aktiv und wechselte Anfang der 1970er-Jahre zum Zehnkampf in die Leichtathletik. 1976 stellte Jenner bei den Olympischen Spielen in Montreal einen Zehnkampf-Weltrekord auf und gewann die Goldmedaille. Nach Laufbahnende spielte Jenner unter anderem in TV-Serien mit. 2015 gab Jenner bekannt, trans zu sein.                                                                         | Jenner 1996                                                                 |
| Rafer Johnson                                           | 18. Aug. 1935 | 2. Dez. 2020  | Kingsburg (Kalifornien)           | Leichtathletik                                           | 1983     | 1-1-0 (1956–1960)  | Johnson wurde 1960 in Rom Zehnkampfolympiasieger. Er spielte nach seiner Karriere in Filmen mit und entzündete das olympische Feuer der Spiele 1984 in Los Angeles. | Rafer Johnson 2016                                                          |
| Michael Johnson                                         | 13. Sep. 1967 |               | Dallas (Texas)                    | Leichtathletik                                           | 2009     | 4-0-0 (1992–2000)  | Als erster männlicher Athlet gewann Johnson 1996 in Atlanta die Goldmedaillen sowohl über 200 als auch über 400 Meter. Dabei stellte er jeweils einen neuen Weltrekord auf. | Michael Johnson 2016                                                        |
| Jackie Joyner-Kersee                                    | 3. März 1962  |               | East St. Louis (Illinois)         | Leichtathletik                                           | 2004     | 3-1-2 (1984–1996)  | Joyner-Kersee wurde als erste Frau zweimal in Folge Siebenkampfolympiasiegerin und erzielte als erste Athletin mehr als 7000 Punkte in dieser Disziplin. Zudem gewann sie als erste Afroamerikanerin Gold im Weitsprung. Sports Illustrated zeichnete sie als Sportlerin des 20. Jahrhunderts aus. | Joyner-Kersee 1996                                                          |
| Duke Kahanamoku                                         | 24. Aug. 1890 | 22. Jan. 1968 | Honolulu (Hawaii)                 | Schwimmen, Wasserball                                    | 1984     | 3-2-0 (1912–1924)  | Neben seinen Olympiasiegen als Freistilschwimmer trug Kahanamoku zur Popularisierung des modernen Surfsports bei. Nach seiner sportlichen Laufbahn war er in den 1920er-Jahren unter anderem Schauspieler. | Duke Kahanamoku etwa 1912                                                   |
| Jack Kelly senior (geführt in der Kategorie Legende)    | 4. Okt. 1889  | 20. Juni 1960 | Philadelphia (Pennsylvania)       | Rudern                                                   | 1990     | 3-0-0 (1920–1924)  | Kelly gewann als erster Ruderer drei olympische Goldmedaillen. Nach seiner Laufbahn wurde er als Geschäftsmann Multimillionär. Sein Sohn John junior wurde als Ruderer und Sportfunktionär ebenfalls in die USOPC Hall of Fame aufgenommen. | Jack Kelly 1920                                                             |
| David Kiley                                             | N/A           |               | Costa Mesa (Kalifornien)          | Rollstuhlbasketball, Para-Leichtathletik, Para Ski alpin | 2022     | 9-2-2 (1976–2000)  | Kiley nahm in drei verschiedenen Sportarten an insgesamt fünf Paralympics teil. Zudem trainierte er das US-Rollstuhlbasketball-Team bei drei weiteren Paralympics. |                                                                             |
| Micki King                                              | 26. Juli 1944 |               | Pontiac (Michigan)                | Wasserspringen                                           | 1992     | 1-0-0 (1968–1972)  | Bei ihrem Olympiadebüt 1968 brach sich King den Arm und blieb ohne Medaille. Vier Jahre später wurde sie in München Olympiasiegerin im Kunstspringen. Nach ihrer Laufbahn leitete sie das Wassersprung-Training an der Air Force Academy. |                                                                             |
| Roger Kingdom (geführt in der Kategorie Legende)        | 26. Aug. 1962 |               | Vienna (Georgia)                  | Leichtathletik                                           | 2022     | 2-0-0 (1984–1988)  | Als zweiter Mann (nach Lee Calhoun) siegte Kingdom bei zwei aufeinanderfolgenden Olympischen Spielen im 110-Meter-Hürdenlauf. | Kingdom 2019                                                                |
| Karch Kiraly                                            | 11. März 1960 |               | Santa Barbara (Kalifornien)       | Volleyball, Beachvolleyball                              | 2008     | 3-0-0 (1984–1996)  | Kiraly war der erste Sportler, der olympische Medaillen im Volleyball und im Beachvolleyball gewann. Als Volleyballspieler siegte er in den späten 1980er-Jahren bei allen wichtigen Turnieren (Olympia, World Cup und Weltmeisterschaften). Nach seinem Rückzug vom Volleyball wurde er in den 1990er-Jahren zu einem der weltweit führenden Beachvolleyballspieler und gewann 1996 das erste olympische Gold in dieser Sportart. | Kiraly 2014                                                                 |
| Tommy Kono                                              | 27. Juni 1930 | 24. Apr. 2016 | Sacramento (Kalifornien)          | Gewichtheben                                             | 1990     | 2-1-0 (1952–1960)  | Kono stellte in vier verschiedenen Gewichtsklassen insgesamt 26 Weltrekorde auf und wurde sowohl im Leichtgewicht als auch im Halbschwergewicht Olympiasieger. | Kono 2015                                                                   |
| Alvin Kraenzlein                                        | 12. Dez. 1876 | 6. Jan. 1928  | Milwaukee (Wisconsin)             | Leichtathletik                                           | 1985     | 4-0-0 (1900)       | Kraenzlein entwickelte die moderne Hürdentechnik. Er gewann bei seiner einzigen Olympiateilnahme 1900 vier Goldmedaillen im Sprint, im Hürdenlauf und im Weitsprung. | Kraenzlein beim Hürdenlauf 1900                                             |
| Michelle Kwan                                           | 7. Juli 1980  |               | Torrance (Kalifornien)            | Eiskunstlauf                                             | 2022     | 0-1-1 (1998–2002)  | Zwischen 1996 und 2003 gewann Kwan fünf Weltmeistertitel. | Kwan als US-Botschafterin in Belize 2022                                    |
| Sammy Lee                                               | 1. Aug. 1920  | 2. Dez. 2016  | Fresno (Kalifornien)              | Wasserspringen                                           | 1990     | 2-0-1 (1948–1952)  | Lee war der erste asiatische Amerikaner, der für die Vereinigten Staaten eine olympische Goldmedaille gewann. Seinen Olympiasieg von 1948 im Springen vom 10-Meter-Turm verteidigte er 1952 erfolgreich. Als Trainer betreute er unter anderem Patricia McCormick und Greg Louganis und arbeitete als Hals-Nasen-Ohrenarzt. | Sammy Lee 1951                                                              |
| Sugar Ray Leonard                                       | 17. Mai 1956  |               | Palmer Park (Maryland)            | Boxen                                                    | 1985     | 1-0-0 (1976)       | 1976 wurde Leonard in Montreal Olympiasieger im Halbweltergewicht. Anschließend errang er als Profiboxer in fünf verschiedenen Gewichtsklassen Weltmeistertitel. | Leonard 1984                                                                |
| Lisa Leslie                                             | 7. Juli 1972  |               | Inglewood (Kalifornien)           | Basketball                                               | 2019     | 4-0-0 (1996–2008)  | Leslie wurde mit dem US-Basketballteam der Frauen vier Mal in Folge Olympiasiegerin. Zudem spielte sie als eine der ersten Starspielerinnen eine wesentliche Rolle bei der Entwicklung der WNBA ab 1997, bei der sie bis zu ihrem Rücktritt 2009 die punktstärkste Athletin war. | Lisa Leslie 2010                                                            |
| Carl Lewis                                              | 1. Juli 1961  |               | Willingboro Township (New Jersey) | Leichtathletik                                           | 1985     | 9-1-0 (1984–1996)  | Lewis war in den 1980er- und 1990er-Jahren der weltweit führende Weitspringer. In dieser Disziplin holte er vier Olympiasiege in Folge. Weitere olympische Goldmedaillen gewann er im 100- und 200-Meter-Lauf sowie mit der Sprintstaffel. Lewis stellte mehrere 100-Meter-Weltrekorde auf und wurde vom Internationalen Olympischen Komitee zum Sportler des Jahrhunderts gekürt.                                                 | Carl Lewis                                                                  |
| Kristine Lilly                                          | 22. Juli 1971 |               | Wilton (Connecticut)              | Fußball                                                  | 2012     | 2-1-0 (1996–2004)  | Mit 354 Länderspielen als Mittelfeldspielerin und Stürmerin war Lilly bei ihrem Rücktritt 2010 weltweit Rekordnationalspielerin. Sie erzielte 130 Länderspieltore – am zweitmeiste hinter Mia Hamm – und wurde je zweimal Olympiasiegerin und Weltmeisterin. | Lilly (links) 1998                                                          |
| Nastia Liukin                                           | 30. Okt. 1989 |               | Parker (Texas)                    | Turnen                                                   | 2019     | 1-3-1 (2008)       | Liukin wurde 2008 als dritte US-Amerikanerin Olympiasiegerin im Mehrkampf. | Liukin 2009                                                                 |
| Greg Louganis                                           | 29. Jan. 1960 |               | Santa Ana (Kalifornien)           | Wasserspringen                                           | 1985     | 4-1-0 (1976–1988)  | Louganis gewann 1984 in Los Angeles und 1988 in Seoul olympisches Gold sowohl vom 3-Meter-Brett als auch vom 10-Meter-Brett. 1982 erhielt er als erster Wasserspringer in einem internationalen Wettbewerb von allen Kampfrichtern die Höchstnote für einen Sprung. Nach seiner Laufbahn engagierte er sich für LGBT-Rechte. | Greg Louganis                                                               |
| Helene Madison (geführt in der Kategorie Legende)       | 19. Juni 1913 | 27. Nov. 1970 | Seattle (Washington)              | Schwimmen                                                | 1992     | 3-0-0 (1932)       | Madison war dreifache Goldmedaillengewinnerin der Olympischen Spiele 1932 in Los Angeles. Als erste Frau wurde sie 1931 von Associated Press als Sportlerin des Jahres ausgezeichnet. | Madison (links) 1920                                                        |
| Phil Mahre                                              | 10. Mai 1957  |               | Yakima (Washington)               | Ski Alpin                                                | 1992     | 1-1-0 (1976–1984)  | Mahre wurde 1981 als erster US-Amerikaner Gesamtweltcupsieger im alpinen Skisport und verteidigte diesen Titel zwei Mal. 1984 wurde er in Sarajevo Olympiasieger im Slalom. Mit seinem Zwillingsbruder Steve gründete er im Deer Valley Resort ein Ski-Trainingszentrum. |                                                                             |
| Bob Mathias                                             | 17. Nov. 1930 | 2. Sep. 2006  | Tulare (Kalifornien)              | Leichtathletik                                           | 1983     | 2-0-0 (1948–1952)  | Mit 17 Jahren gewann Mathias 1948 die olympische Goldmedaille im Zehnkampf und wiederholte diesen Erfolg vier Jahre später. Nach seiner Laufbahn saß er acht Jahre als Abgeordneter im Repräsentantenhaus der Vereinigten Staaten und leitete danach das olympische Trainingszentrum in Colorado Springs. | Bob Mathias etwa 1953                                                       |
| Misty May-Treanor                                       | 30. Juli 1977 |               | Los Angeles (Kalifornien)         | Beachvolleyball                                          | 2019     | 3-0-0 (2000–2012)  | Im Duo mit Kerri Walsh holte May-Treanor drei olympische Goldmedaillen im Beachvolleyball und trug maßgeblich zur Popularisierung der Sportart in den USA bei. | May-Treanor 2008                                                            |
| Pat McCormick                                           | 12. Mai 1930  | 7. März 2023  | Long Beach (Kalifornien)          | Wasserspringen                                           | 1985     | 4-0-0 (1952–1956)  | McCormick wurde als erste Wasserspringerin zwei Mal in Folge Doppelolympiasiegerin (jeweils vom 3-Meter- und vom 10-Meter-Brett). Ihren zweiten Doppelsieg feierte sie wenige Monate nach der Geburt ihres Sohnes. |                                                                             |
| Andrea Mead-Lawrence (geführt in der Kategorie Legende) | 19. Apr. 1932 | 30. März 2009 | Rutland (Vermont)                 | Ski Alpin                                                | 2009     | 2-0-0 (1948–1956)  | Mead-Lawrence gewann als erste US-Skiläuferin zwei Goldmedaillen bei den gleichen Olympischen Winterspielen, als sie 1952 in Oslo Slalom und Riesenslalom für sich entschied. Nach ihrem Karriereende setzte sie sich für den Naturschutz ein. |                                                                             |
| Mary T. Meagher                                         | 27. Okt. 1964 |               | Louisville (Kentucky)             | Schwimmen                                                | 2009     | 3-1-1 (1984–1988)  | Meagher war Spezialistin im Schmetterlingsschwimmen und stellte in diesem Stil Anfang der 1980er-Jahre über 100 und 200 Meter Weltrekorde auf, die zwei Jahrzehnte gültig blieben. In Los Angeles gewann sie 1984 drei olympische Goldmedaillen. |                                                                             |
| Debbie Meyer                                            | 14. Aug. 1952 |               | Sacramento (Kalifornien)          | Schwimmen                                                | 1986     | 3-0-0 (1968)       | Meyer holte im Alter von 16 Jahren 1968 in Mexiko-Stadt drei olympische Goldmedaillen über 200, 400 und 800 Meter Freistil. | Debbie Meyer 2018                                                           |
| Shannon Miller                                          | 10. März 1977 |               | Edmond (Oklahoma)                 | Turnen                                                   | 2006     | 2-2-3 (1992–1996)  | Miller wurde 1993 und 1994 jeweils Weltmeisterin im Mehrkampf und führte die US-Riege (Magnificent Seven) 1996 in Atlanta zum ersten Sieg über das russische Team in der olympischen Geschichte. Bei den gleichen Spielen wurde sie Olympiasiegerin am Schwebebalken. | Shannon Miller 2014                                                         |
| Billy Mills                                             | 30. Juni 1938 |               | Pine Ridge (South Dakota)         | Leichtathletik                                           | 1984     | 1-0-0 (1964)       | Mills – Angehöriger des Sioux-Stammes der Oglala – wurde 1964 in Tokio als erster (und Stand 2021 einziger) Amerikaner Olympiasieger über 10.000 Meter. Er setzte sich nach seiner sportlichen Laufbahn für die Belange der indigenen Völker Nordamerikas ein. | Billy Mills bei Olympia 1964                                                |
| John Morgan                                             | N/A           |               | San Gabriel (Kalifornien)         | Para-Schwimmen                                           | 2008     | 13-2-0 (1984–1992) | Morgan erblindete als Folge eines Trainingsunfalls. Er schwamm bei den Paralympics zu 13 Goldmedaillen. |                                                                             |
| Bobby Joe Morrow                                        | 15. Okt. 1935 | 30. Mai 2020  | San Benito (Texas)                | Leichtathletik                                           | 1989     | 3-0-0 (1956)       | Morrow gewann bei den Olympischen Spielen 1956 in Melbourne – wie 20 Jahre zuvor Jesse Owens – alle drei Goldmedaillen im Sprint (über 100, 200 Meter und mit der Sprintstaffel). |                                                                             |
| Edwin Moses                                             | 31. Aug. 1955 |               | Dayton (Ohio)                     | Leichtathletik                                           | 1985     | 2-0-1 (1976–1988)  | Im 400-Meter-Hürdenlauf blieb Moses ab Mitte der 1970er-Jahre zehn Jahre beziehungsweise über hundert Wettkämpfe ungeschlagen und wurde in dieser Zeit zweimal Olympiasieger und zweimal Weltmeister. Er engagierte sich nach seinem Karriereende gegen Doping und für Fair Play, unter anderem im Vorstand der USADA. | Edwin Moses 2008                                                            |
| John Naber                                              | 20. Jan. 1956 |               | Evanston (Illinois)               | Schwimmen                                                | 1984     | 4-1-0 (1976)       | Naber gewann 1976 in Montreal als erster Schwimmer zwei Einzelmedaillen (Gold über 100 Meter Rücken sowie Silber über 200 Meter Freistil) an einem Tag. Er war einer der erfolgreichsten Olympiateilnehmer überhaupt in Montreal. | John Naber 2012                                                             |
| Parry O’Brien                                           | 28. Jan. 1932 | 21. Apr. 2007 | Santa Monica (Kalifornien)        | Leichtathletik                                           | 1984     | 2-1-0 (1952–1964)  | O’Brien begann seine sportliche Laufbahn als Footballspieler, bevor er sich wegen einer Verletzung der Leichtathletik widmete. Als Kugelstoßer entwickelte er eine eigene Technik, mit der er zweimal Olympiasieger wurde und als erster Sportler mehr als 19 Meter stieß. |                                                                             |
| Dan O’Brien                                             | 18. Juli 1966 |               | Klamath Falls (Oregon)            | Leichtathletik                                           | 2012     | 1-0-0 (1996)       | O’Brien wurde zwischen 1991 und 1995 dreimal in Folge Weltmeister im Zehnkampf und 1996 in Atlanta Olympiasieger. | Dan O’Brien 2009                                                            |
| Al Oerter                                               | 19. Sep. 1936 | 1. Okt. 2007  | New Hyde Park (New York)          | Leichtathletik                                           | 1983     | 4-0-0 (1956–1968)  | Der Diskuswerfer Oerter gewann als erster Sportler den gleichen Wettkampf bei vier aufeinanderfolgenden Spielen und warf dabei jedes Mal olympischen Rekord. Noch im Alter von 43 Jahren erzielte er persönliche Bestweiten. |                                                                             |
| Apolo Anton Ohno                                        | 22. Mai 1982  |               | Seattle (Washington)              | Shorttrack                                               | 2019     | 2-2-4 (2002–2010)  | Ohno gewann als erster US-Amerikaner acht Medaillen bei Olympischen Winterspielen und wurde in den 2000er-Jahren zudem mehrmals Weltmeister. Als Publikumsliebling war er einer der populärsten US-Wintersportler. | Ohno 2002                                                                   |
| Jesse Owens                                             | 12. Sep. 1913 | 31. März 1980 | Cleveland (Ohio)                  | Leichtathletik                                           | 1983     | 4-0-0 (1936)       | Owens war mit vier Goldmedaillen einer der erfolgreichste Sportler der Olympischen Spiele 1936 in Berlin. Er gewann neben den 100- und 200-Meter-Rennen auch im Weitsprung und mit der Sprintstaffel. | Owens bei Olympia 1936                                                      |
| Charles Paddock (geführt in der Kategorie Legende)      | 11. Aug. 1900 | 21. Juli 1943 | Pasadena (Kalifornien)            | Leichtathletik                                           | 1991     | 2-2-0 (1920–1928)  | Paddock wurde 100-Meter-Olympiasieger in Antwerpen 1920 und holte dort sowie in Paris 1924 drei weitere olympische Medaillen. Für Aufsehen sorgte er mit seiner Art, Wettkämpfe mit einem Sprung über die Ziellinie mit ausgestreckten Armen zu beenden. | Paddock 1920                                                                |
| Floyd Patterson                                         | 4. Jan. 1935  | 11. Mai 2006  | Waco (North Carolina)             | Boxen                                                    | 1987     | 1-0-0 (1952)       | Mit 17 Jahren wurde Patterson 1952 in Helsinki Olympiasieger im Mittelgewicht und errang vier Jahre später als historisch jüngster Profiboxer den Weltmeistertitel im Schwergewicht. | Patterson 1962                                                              |
| Michael Phelps                                          | 30. Juni 1985 |               | Towson (Maryland)                 | Schwimmen                                                | 2022     | 23-3-2 (2004–2016) | Über seine olympische Karriere hinweg gewann Phelps mit 23 Goldmedaillen so viele wie kein anderer Sportler. | Phelps bei den Olympischen Spielen 2016                                     |
| J. Michael Plumb                                        | 28. März 1940 |               | Syosset (New York)                | Pferdesport                                              | 2008     | 2-4-0 (1960–1992)  | Plumb nahm an sieben Olympischen Spielen teil und gewann als Vielseitigkeitsreiter sechs Medaillen. |                                                                             |
| Erin Popovich                                           | 29. Juni 1985 |               | Colorado Springs (Colorado)       | Para-Schwimmen                                           | 2019     | 14-5-0 (2000–2008) | Die kleinwüchsige Popovich gewann 14 paralympische Goldmedaillen im Schwimmen. Nach ihrem Rückzug vom aktiven Sport arbeitete sie in leitender Funktion in der Sektion für paralympisches Schwimmen im USOPC. |                                                                             |
| Mary Lou Retton                                         | 24. Jan. 1968 |               | Fairmont (West Virginia)          | Turnen                                                   | 1985     | 1-2-2 (1984)       | Retton holte als erste US-Turnerin olympisches Gold im Mehrkampf mit einem Vorsprung von 0,05 Punkten auf Ecaterina Szabó. | Retton 2004                                                                 |
| Bob Richards                                            | 20. Feb. 1926 | 26. Feb. 2023 | Champaign (Illinois)              | Leichtathletik                                           | 1983     | 2-0-1 (1948–1956)  | Richards gewann als erster Stabhochspringer zwei olympische Goldmedaillen. Während seiner Laufbahn war er bereits ordinierter Geistlicher. |                                                                             |
| David Robinson                                          | 6. Aug. 1965  |               | Woodbridge (Virginia)             | Basketball                                               | 2008     | 2-0-1 (1988–1996)  | Robinson war unter anderem Teil des Dream Teams, das 1992 in Barcelona olympisches Gold gewann. Er holte zudem zwei Titel in der NBA, wo er in zehn Spielzeiten zu den All-Stars gehörte und 1995 die Auszeichnung als Most Valuable Player erhielt. | David Robinson 2006                                                         |
| Wilma Rudolph                                           | 23. Juni 1940 | 12. Nov. 1994 | Clarksville (Tennessee)           | Leichtathletik                                           | 1983     | 3-0-1 (1956–1960)  | Rudolph erkrankte als Kind an Poliomyelitis und verlor zwischenzeitlich die Gehfähigkeit. In Rom wurde sie 1960 Olympiasiegerin im 100- und im 200-Meter-Sprint sowie mit der Sprintstaffel. | Wilma Rudolph 1960                                                          |
| Don Schollander                                         | 30. Apr. 1946 |               | Lake Oswego (Oregon)              | Schwimmen                                                | 1983     | 7-1-0 (1964–1968)  | Schollander holte als erfolgreichster Sportler der Spiele 1964 in Tokio vier olympische Goldmedaillen im Freistilschwimmen. Er führte als Kapitän das Schwimmteam der Yale University und gewann 1968 in Mexiko-Stadt vier weitere olympische Medaillen. |                                                                             |
| Jack Shea (geführt in der Kategorie Legende)            | 7. Sep. 1910  | 22. Jan. 2002 | Lake Placid (New York)            | Eisschnelllauf                                           | 2006     | 2-0-0 (1932)       | Bei den Winterspielen 1932 in seinem Heimatort Lake Placid sprach Shea den olympischen Eid und wurde Olympiasieger über 500 sowie 1500 Meter. Zu den Winterspielen 1936 in Garmisch-Partenkirchen trat er aus politischen Vorbehalten nicht an. |                                                                             |
| Mel Sheppard (geführt in der Kategorie Legende)         | 5. Sep. 1883  | 4. Jan. 1942  | Clayton (New Jersey)              | Leichtathletik                                           | 1989     | 4-1-0 (1908–1912)  | Der Mittelstreckenläufer Sheppard war mit drei Olympiasiegen einer der erfolgreichsten Athleten der Spiele von London 1908. Nach Ende seiner aktiven Laufbahn trainierte er unter anderem das US-Leichtathletikteam der Frauen bei den Olympischen Spielen 1928. | Sheppard zwischen 1910 und 1915                                             |
| Frank Shorter                                           | 31. Okt. 1947 |               | Middletown (New York)             | Leichtathletik                                           | 1984     | 1-1-0 (1972–1976)  | Shorter gewann 1972 in München den olympischen Marathon. Seinen Erfolgen wird zugeschrieben, den US-Laufsportboom in den 1970er-Jahren mitausgelöst zu haben. 2000 wurde Shorter erster Vorsitzender der neugegründeten United States Anti-Doping Agency. | Shorter 2002                                                                |
| Tommie Smith (geführt in der Kategorie Legende)         | 6. Juni 1944  |               | Clarksville (Texas)               | Leichtathletik                                           | 2019     | 1-0-0 (1968)       | Smith wurde in Weltrekordzeit Olympiasieger über 200 Meter bei den Spielen 1968 in Mexiko-Stadt. Während der Siegerehrung hoben er und der drittplatzierte John Carlos ihre Faust und protestierten damit für Gleichberechtigung schwarzer Sportler. | Tommie Smith 1968                                                           |
| Randy Snow                                              | 24. Mai 1959  | 19. Nov. 2009 | Terrell (Texas)                   | Rollstuhlbasketball, Rollstuhltennis                     | 2004     | 2-0-1 (1992–2000)  | Snow – seit einem Unfall mit 16 Jahren querschnittgelähmt – war in den 1990er-Jahren einer der weltweit führenden Rollstuhltennisspieler und war darüber hinaus in weiteren paralympischen Sportarten wie Rollstuhlbasketball aktiv. Er engagierte sich für Behindertenrechte und arbeitete mit dem National Council on Disability zusammen.                                                                                       |                                                                             |
| Mark Spitz                                              | 10. Feb. 1950 |               | Santa Clara (Kalifornien)         | Schwimmen                                                | 1983     | 9-1-1 (1968–1972)  | In München gewann Spitz 1972 als erster Sportler bei sieben Starts sieben olympische Goldmedaillen im Freistil- und im Schmetterlingsschwimmen. | Spitz 1997                                                                  |
| Picabo Street                                           | 3. Apr. 1971  |               | Park City (Utah)                  | Ski Alpin                                                | 2009     | 1-1-0 (1994–2002)  | Street gewann 1995 als erste Nichteuropäerin den Abfahrtsweltcup mit sechs von neun möglichen Saisonsiegen. In Nagano wurde sie 1998 Olympiasiegerin im Super-G. | Picabo Street 1999                                                          |
| Jenny Thompson                                          | 26. Feb. 1973 |               | Dover (New Hampshire)             | Schwimmen                                                | 2012     | 8-3-1 (1992–2004)  | Thompson holte jede ihrer acht olympischen Goldmedaillen als Staffelschwimmerin. 1999 verbesserte sie den knapp 20 Jahre alten, von Mary T. Meagher gehaltenen Weltrekord über 100 Meter Schmetterling. |                                                                             |
| Jim Thorpe                                              | 28. Mai 1887  | 28. März 1953 | Stroud (Oklahoma)                 | Leichtathletik                                           | 1983     | 2-0-0 (1912)       | Thorpes 1912 in Stockholm errungene Olympiasiege im Fünfkampf und im Zehnkampf wurden ihm wegen Verstößen gegen Amateurbestimmungen aberkannt. Er wurde Profi-Football- und Baseballspieler. Drei Jahrzehnte nach seinem Tod rehabilitierte ihn das Internationale Olympische Komitee und sprach ihm die Olympiamedaillen erneut zu.                                                                                               | Thorpe bei Olympia 1912                                                     |
| Bill Toomey                                             | 10. Jan. 1939 |               | New Canaan (Connecticut)          | Leichtathletik                                           | 1984     | 1-0-0 (1968)       | Toomey wurde 1968 in Mexiko-Stadt Olympiasieger im Zehnkampf und stellte im Dezember 1969 einen Weltrekord in dieser Disziplin auf. |                                                                             |
| Dara Torres                                             | 15. Apr. 1967 |               | Parkland (Florida)                | Schwimmen                                                | 2019     | 4-4-4 (1984–2008)  | Zwischen Torres’ erster und letzter olympischer Medaille (größtenteils in Staffeln gewonnen) lagen 24 Jahre. Bei zwei ihrer fünf olympischen Teilnahmen war sie das älteste Mitglied des US-Kaders. In Peking 2008 schwamm sie in amerikanischer Rekordzeit zur Silbermedaille über 50 Meter Freistil. | Torres bei Olympia 2008                                                     |
| Wyomia Tyus                                             | 29. Aug. 1945 |               | Griffin (Georgia)                 | Leichtathletik                                           | 1985     | 3-1-0 (1964–1968)  | Tyus verteidigte als erste Person ihren 100-Meter-Olympiasieg erfolgreich. Sie war Gründungsmitglied der Women's Sports Foundation. |                                                                             |
| Amy Van Dyken                                           | 15. Feb. 1973 |               | Denver (Colorado)                 | Schwimmen                                                | 2008     | 6-0-0 (1996–2000)  | Van Dyken war mit vier Goldmedaillen erfolgreichste Athletin der Spiele von Atlanta 1996. | Van Dyken 2017                                                              |
| Peter Vidmar                                            | 3. Juni 1961  |               | Los Angeles (Kalifornien)         | Turnen                                                   | 1991     | 2-1-0 (1980–1984)  | Vidmar gewann 1984 in Los Angeles olympisches Gold im Mehrkampf und führte gleichzeitig das US-Männerteam zu seinem ersten Olympiasieg. |                                                                             |
| Lindsey Vonn                                            | 18. Okt. 1984 |               | Vail (Colorado)                   | Ski Alpin                                                | 2022     | 1-0-2 (2010–2018)  | Als erste US-Amerikanerin wurde Vonn 2010 Abfahrts-Olympiasiegerin. Außerdem gewann sie viermal die Gesamtwertung des Alpinen Skiweltcups. | Vonn bei einem Weltcuprennen 2017                                           |
| Chris Waddell                                           | 28. Sep. 1968 |               | Park City (Utah)                  | Para Ski alpin, Para-Leichtathletik                      | 2019     | 5-6-2 (1992–2002)  | Waddell – seit einem Skiunfall hüftabwärts gelähmt – holte zwölf Medaillen bei Winter-Paralympics als Monoskifahrer. Eine weitere Silbermedaille gewann er als Rennrollstuhlfahrer bei den Sommer-Paralympics 2000. |                                                                             |
| Johnny Weissmuller                                      | 2. Juni 1904  | 20. Jan. 1984 | Chicago (Illinois)                | Schwimmen, Wasserball                                    | 1983     | 5-0-1 (1924–1928)  | Weissmuller war in den 1920er-Jahren einer der herausragenden Schwimmer und stellte mehr als 50 Weltrekorde auf. Von 1932 bis 1948 spielte er in zwölf Filmen die Rolle des Tarzan. | Weissmuller bei Olympia 1924                                                |
| Willye White                                            | 31. Dez. 1939 | 6. Feb. 2007  | Greenwood (Mississippi)           | Leichtathletik                                           | 2009     | 0-2-0 (1956–1972)  | White nahm als erste US-Leichtathletin an fünf Olympischen Spielen teil. Ihre Rolle als beste Weitspringerin des Landes behielt sie fast zwei Jahrzehnte. | Willye White bei Olympia 1964                                               |
| Mal Whitfield                                           | 11. Okt. 1924 | 19. Nov. 2015 | Los Angeles (Kalifornien)         | Leichtathletik                                           | 1988     | 3-1-1 (1948–1952)  | Whitfield wurde 1948 sowie 1952 Olympiasieger über 800 Meter und 1954 als erster Afroamerikaner mit dem James E. Sullivan Award ausgezeichnet. | Whitfield bei Olympia 1948                                                  |
| Lones Wigger                                            | 25. Aug. 1937 | 14. Dez. 2017 | Great Falls (Montana)             | Sportschießen                                            | 2008     | 2-1-0 (1964–1972)  | Wigger gewann 1964 olympisches Gold im Kleinkaliber-Dreistellungskampf und acht Jahre später mit dem Freien Gewehr. Als Berufssoldat gehörte er 26 Jahre lang der United States Army an und trainierte unter anderem amerikanische Scharfschützen in Vietnam. |                                                                             |
| Sarah Will                                              | N/A           |               | N/A                               | Para Ski alpin                                           | 2009     | 12-1-0 (1992–2002) | Die seit einem Skiunfall von der Hüfte abwärts gelähmte Will gewann zwölf paralympische Goldmedaillen. In Vail, Colorado, gründete sie in den 1990er-Jahren ein eigenes Monoski-Programm, um andere Athleten in der Vorbereitung auf die Paralympics zu unterstützen. |                                                                             |
| Frank Wykoff                                            | 29. Okt. 1909 | 1. Jan. 1980  | Glendale (Kalifornien)            | Leichtathletik                                           | 1984     | 3-0-0 (1928–1936)  | Wykoff lief dreimal in Folge jeweils in Weltrekordzeit mit der 4-mal-100-Meter-Staffel zu olympischem Gold. | Wykoff bei Olympia 1936                                                     |
| Kristi Yamaguchi                                        | 12. Juli 1971 |               | Fremont (Kalifornien)             | Eiskunstlauf                                             | 2006     | 1-0-0 (1992)       | Zu Beginn ihrer Laufbahn startete Yamaguchi im Paarlauf mit Rudy Galindo, ehe sie sich Anfang der 1990er-Jahre auf den Einzellauf konzentrierte. 1991 wurde sie in dieser Disziplin Weltmeisterin, ein Jahr später in Albertville Olympiasiegerin. | Yamaguchi 1996                                                              |
| Trischa Zorn-Hudson                                     | 1. Juni 1964  |               | Orange (Kalifornien)              | Para-Schwimmen                                           | 2022     | 41-9-5 (1980–2004) | Die blind geborene Zorn-Hudson wurde mit insgesamt 55 paralympischen Medaillen, darunter 41 goldenen, die erfolgreichste Athletin in der Geschichte der Paralympics. | Zorn-Hudson 2012                                                            |

### Trainer
Die folgende Tabelle führt mit Stand 2024 die sechs Trainerinnen und Trainer auf, die in die Hall of Fame aufgenommen wurden.
Hinweise:
- Die Spalte Heimatstadt vermerkt nicht notwendigerweise den Geburtsort eines Trainers, sondern die Hometown wie sie in seinem Profil in der Hall of Fame ausgewiesen ist. In den meisten Fällen ist das die Stadt, in der er aufgewachsen ist und die High School besucht hat.
- Die Spalte Leistungen und Anmerkungen verzeichnet auszugsweise aus der Biographie in der Hall of Fame besondere sportliche Leistungen sowie außerdem biographische Details, wenn sie für die Würdigung des Trainers relevant sind.
- Die Liste ist sortierbar: Durch Anklicken eines Spaltenkopfes wird die Liste nach dieser Spalte sortiert, zweimaliges Anklicken kehrt die Sortierung um. Durch das Anklicken zweier Spalten hintereinander lässt sich jede gewünschte Kombination erzielen.

| Name           | Geburtstag    | Todestag      | Heimatstadt (Staat)      | Sportart       | Aufnahme | Leistungen und Anmerkungen | Bild                                                 |
| -------------- | ------------- | ------------- | ------------------------ | -------------- | -------- | --- | ---------------------------------------------------- |
| Herb Brooks    | 5. Aug. 1937  | 11. Aug. 2003 | Saint Paul (Minnesota)   | Eishockey      | 2006     | Brooks war der Trainer des US-Eishockeyteams von 1980, das in Lake Placid die Sowjetunion schlug und Olympiasieger wurde (Miracle on Ice). 2002 war er erneut Olympiatrainer und führte das US-Team zur Silbermedaille. In der NHL trainierte er verschiedene Mannschaften. |                                                      |
| Carlo Fassi    | 20. Dez. 1929 | 20. März 1997 | Mailand (Italien)        | Eiskunstlauf   | 2008     | Nach dem Flugzeugabsturz des gesamten US-Eiskunstlaufnationalteams 1961 baute der Italiener Fassi die Mannschaft neu auf. Unter anderem führte er Peggy Fleming 1968 und Dorothy Hamill 1976 zu Olympiagold.                                                                |                                                      |
| Abie Grossfeld | 1. März 1934  |               | New York City (New York) | Turnen         | 2009     | Grossfeld trainierte mehr als 40 Jahre lang die Turner der Southern Connecticut State University. Zwischen 1964 und 1988 wurde er vier Mal zum Betreuer der Olympiamannschaft berufen und leitete unter anderem Peter Vidmar sowie Bart Conner an.                          |                                                      |
| Ron O’Brien    | 14. März 1938 | 19. Nov. 2024 | Islamorada (Florida)     | Wasserspringen | 2019     | Von 1968 bis 1996 arbeitete O’Brien über acht Olympiaden mit dem olympischen US-Wasserspringerteam zusammen, darunter beispielsweise mit Greg Louganis. |                                                      |
| Pat Summitt    | 14. Juni 1952 | 28. Juni 2016 | Henrietta (Tennessee)    | Basketball     | 2022     | Als aktive Basketballspielerin gewann Summitt 1976 die olympische Silbermedaille mit dem US-Team. 1984 trainierte sie die US-amerikanischen Basketballerinnen, die olympisches Gold gewannen.                                                                               | Summitt als Trainerin bei einem Basketballspiel 2008 |
| Ed Temple      | 20. Sep. 1927 | 22. Sep. 2016 | Nashville (Tennessee)    | Leichtathletik | 2012     | Temple prägte die US-amerikanische Frauenleichtathletik. Unter anderem betreute er Wilma Rudolph und Wyomia Tyus. 1960 und 1964 war er leitender Trainer des olympischen US-Leichtathletikteams.                                                                            |                                                      |

### Special Contributors
Die folgende Tabelle führt mit Stand 2024 die 20 Personen auf, die als Special Contributors (auf Deutsch in etwa: besondere Mitwirkende) in die Hall of Fame aufgenommen wurden.
Hinweise:
- Die Spalte Heimatstadt vermerkt nicht notwendigerweise den Geburtsort einer Person, sondern die Hometown wie sie in ihrem Profil in der Hall of Fame ausgewiesen ist. In den meisten Fällen ist das die Stadt, in der sie aufgewachsen ist und die High School besucht hat.
- Die Spalte Leistungen und Anmerkungen verzeichnet auszugsweise aus der Biographie in der Hall of Fame die für die Würdigung der Person relevanten Leistungen.
- Die Liste ist sortierbar: Durch Anklicken eines Spaltenkopfes wird die Liste nach dieser Spalte sortiert, zweimaliges Anklicken kehrt die Sortierung um. Durch das Anklicken zweier Spalten hintereinander lässt sich jede gewünschte Kombination erzielen.

| Name               | Geburtstag    | Todestag      | Heimatstadt (Staat)         | Aufnahme | Leistungen und Anmerkungen | Bild                                 |
| ------------------ | ------------- | ------------- | --------------------------- | -------- | --- | ------------------------------------ |
| Roone Arledge      | 8. Juni 1931  | 5. Dez. 2002  | Long Island (New York)      | 1989     | Als Fernsehproduzent bei ABC führte Arledge viele Neuerungen in Sportübertragungen ein, darunter die Verwendung von Zeitlupen und Freeze Frames. Er war unter anderem von 1968 bis 1986 Präsident von ABC Sports.                                        | Arledge 1983                         |
| Avery Brundage     | 28. Sep. 1887 | 8. Mai 1975   | Chicago (Illinois)          | 1983     | Brundage, selbst Olympiateilnehmer im Fünfkampf 1912, war zunächst Vorsitzender der Amateur Athletic Union und der American Olympic Association, bevor er von 1952 bis 1972 das Amt des Präsidenten des Internationalen Olympischen Komitees bekleidete. | Brundage 1964                        |
| James L. Easton    | 26. Juni 1935 | 4. Dez. 2023  | Los Angeles (Kalifornien)   | 2012     | Easton hatte verschiedene Positionen in der olympischen Bewegung inne. Von 1989 bis 2005 war er Präsident der World Archery Federation, von 2002 bis 2006 Vizepräsident des Internationalen Olympischen Komitees.                                        |                                      |
| Dick Ebersol       | 28. Juli 1947 |               | Torrington (Connecticut)    | 2006     | Ebersol war an der Produktion von 19 Olympiaübertragungen beteiligt. 1989 wurde er Präsident von NBC Sports. | Ebersol                              |
| Kevan Gosper       | 19. Dez. 1933 | 19. Juli 2024 | Newcastle (Australien)      | 2009     | Der Australier Gosper gewann 1956 olympisches Silber mit der 4-mal-400-Meter-Staffel. Von 1977 bis 2013 war er Mitglied des Internationalen Olympischen Komitees.                                                                                        | Gosper 1951                          |
| Bud Greenspan      | 18. Sep. 1926 | 25. Dez. 2010 | New York City (New York)    | 2004     | Greenspan begleitete als Dokumentarfilmer die Olympischen Spiele von 1984 bis 2010. |                                      |
| Don Hull           | N/A           | 1. Apr. 2007  | N/A                         | 1992     | Hull, ein ehemaliger Boxer, betreute US-Olympiateams in verschiedenen Sportarten und wurde 1961 zum Generalsekretär der Amateur Athletic Union gewählt. Später führte er als Präsident den Box-Weltverband.                                              |                                      |
| Henry Iba          | 6. Aug. 1904  | 15. Jan. 1993 | Easton (Mississippi)        | 1985     | Iba war Basketballtrainer und betreute die US-Olympiateams 1964 und 1968 (die jeweils Olympiasieger wurden) sowie 1972. |                                      |
| Robert J. Kane     | 24. Apr. 1911 | 30. Mai 1992  | Ithaca (New York)           | 1986     | Von 1977 bis 1981 leitete Kane das United States Olympic Committee. Auf seine Initiative geht das 1978 erstmals ausgerichtete U.S. Olympic Festival zurück.                                                                                              |                                      |
| Jack Kelly junior  | 24. Mai 1927  | 2. März 1985  | Philadelphia (Pennsylvania) | 1992     | Ebenso wie sein Vater Jack Kelly senior war Kelly olympischer Ruderer. Er gewann 1956 eine olympische Bronzemedaille in Melbourne. 1985 wurde er zum Präsidenten des United States Olympic Committees gewählt, starb aber wenig später.                  |                                      |
| Billie Jean King   | 22. Nov. 1943 |               | Long Beach (Kalifornien)    | 2022     | King war in den 1960er- und 1970er-Jahren mehrfache Siegerin bei Grand-Slam-Turnieren. Sie setzte sich stark für die Gleichstellung der Geschlechter ein und war unter anderem Mitgründerin der Women’s Tennis Association.                              | King 2011                            |
| Frank Marshall     | 13. Sep. 1946 |               | Newport Beach (Kalifornien) | 2008     | Der Spielfilmproduzent Marshall (unter anderem Bourne-Filme) war Vizepräsident des United States Olympic Committees. | Marshall bei einem Filmfestival 2012 |
| Jim McKay          | 24. Sep. 1921 | 7. Juni 2008  | Baltimore (Maryland)        | 1988     | McKay berichtete über vier Jahrzehnte als Sportreporter von Olympischen Spielen. Besondere Aufmerksamkeit und Ehrung erhielt seine Berichterstattung von den Spielen 1972 mit dem Olympia-Attentat in München.                                           |                                      |
| Francis Don Miller | 9. Apr. 1920  | 17. Jan. 1996 | Racine (Wisconsin)          | 1984     | Miller war von 1973 bis 1985 Generalsekretär des United States Olympic Committees und trug insbesondere zu dessen finanzieller Konsolidierung bei. |                                      |
| Tim Nugent         | 10. Jan. 1923 | 11. Nov. 2015 | Champaign (Illinois)        | 2019     | Nugent förderte den Behindertensport in den Vereinigten Staaten. 1949 gründete er die National Wheelchair Basketball Association und stand über mehrere Amtszeiten der National Paraplegia Foundation vor.                                               |                                      |
| William E. Simon   | 27. Nov. 1927 | 3. Juni 2000  | Paterson (New Jersey)       | 1991     | Simon gehörte Mitte der 1970er-Jahre den Kabinetten Richard Nixons und Gerald Fords als Finanzminister an. 1981 bis 1985, damit auch während der Spiele in Los Angeles, war er Präsident des United States Olympic Committees.                           | William E. Simon                     |
| Asa Smith Bushnell | 2. Feb. 1900  | 22. März 1975 | Springfield (Ohio)          | 1990     | 20 Jahre lang, von 1945 bis 1965, arbeitete Smith Bushnell als Schatzmeister für das United States Olympic Committee. |                                      |
| Ted Stevens        | 18. Nov. 1928 | 9. Aug. 2010  | Girdwood (Alaska)           | 2012     | Stevens vertrat Alaska von 1968 bis 2009 im Senat der Vereinigten Staaten. Als Verfasser des Amateur Sports Acts von 1978 trug er zur Etablierung des United States Olympic Committees bei.                                                              | Stevens 1997                         |
| Peter Ueberroth    | 2. Sep. 1937  |               | Sunnyvale (Kalifornien)     | 2009     | Der Geschäftsmann Ueberroth leitete das Organisationskomitee der Olympischen Spiele 1984 in Los Angeles. | Ueberroth 1986                       |
| LeRoy T. Walker    | 14. Juni 1918 | 23. Apr. 2012 | Atlanta (Georgia)           | 1987     | Walker trainierte 1976 als erster Afroamerikaner mit der Leichtathletik-Männermannschaft ein US-Olympiateam. Von 1992 bis 1996 war er Präsident des United States Olympic Committees.                                                                    |                                      |

### Teams
| Team                                                                                      | Sportler und Trainer | Aufnahme | Leistungen und Anmerkungen |
| ----------------------------------------------------------------------------------------- | --- | -------- | --- |
| Basketballteam der Männer von 1956 (geführt als 1956 U.S. Olympic Men's Basketball Team)  | Dick Boushka, Carl Cain, Chuck Darling, Billy Evans, Gilbert Ford, Bill Hougland, K. C. Jones, Burdette Haldorson, Robert Jeangerard, Bill Russell, Ron Tomsic, Jim Walsh, Trainer Gerald Tucker | 1986     | Die Mannschaft bezwang jeden ihrer Gegner mit einem Vorsprung von mindestens 30 Punkten und setzte sich im Endspiel gegen die Sowjetunion mit 89:55 durch. Sie gewann damit die vierte Basketball-Goldmedaille in Folge für die USA.                                                  |
| Basketballteam der Männer von 1960 (geführt als 1960 U.S. Olympic Men's Basketball Team)  | Jay Arnette, Walter Bellamy, Robert Boozer, Terry Dischinger, Burdette Haldorson, Darrall Imhoff, Allen Kelley, Lester Lane, Jerry Lucas, Oscar Robertson, Adrian Smith, Jerry West, Trainer Peter Newell | 1984     | Im Schnitt gewann das Team jedes seiner Spiele mit mehr als 42 Punkten Vorsprung und setzte sich im Finale gegen Brasilien mit 90:63 durch. |
| Eishockeyteam der Männer von 1960 (geführt als 1960 U.S. Olympic Men’s Ice Hockey Team)   | Roger Christian, Bill Christian, Bill Cleary, Bob Cleary, Gene Grazia, Paul Johnson, Jack Kirrane, John Mayasich, Jack McCartan, Bob McVey, Dick Meredith, Rodney Paavola, Larry Palmer, Weldon Olson, Edwyn Owen, Dick Rodenheiser, Tommy Williams, Trainer Jack Riley                                                      | 1989     | Unerwartet gewann das Team die erste Goldmedaille im Eishockey für die Vereinigten Staaten. Im Halbfinale schlugen die US-Amerikaner die favorisierten Kanadier mit 2:1, im Finale besiegten sie die Sowjetunion mit 9:4.                                                             |
| Basketballteam der Männer von 1964 (geführt als 1964 U.S. Olympic Men's Basketball Team)  | Jim Barnes, Bill Bradley, Larry Brown, Joe Caldwell, Mel Counts, Dick Davies, Walter Hazzard, Lucious Jackson, Pete McCaffrey, Jeff Mullins, Jerry Shipp, George Wilson, Trainer Henry Iba | 1988     | Die sechste Basketballgoldmedaille in Folge für die USA gewann das Team mit einem 73:59-Sieg im Finale gegen die Sowjetunion. |
| Freistilstaffel der Frauen von 1976 (geführt als 1976 Women’s Freestyle Relay Team)       | Kim Peyton, Wendy Boglioli, Jill Sterkel, Shirley Babashoff, Jennifer Hooker | 2022     | Die US-amerikanische Freistilstaffel galt gegenüber den favorisierten Schwimmerinnen aus der DDR als unterlegen, setzte sich aber in Weltrekordzeit durch und gewann die einzige amerikanische Goldmedaille im Frauenschwimmen bei den Olympischen Spielen von Montreal.              |
| Eishockeyteam der Männer von 1980 (geführt als 1980 U.S. Olympic Men's Ice Hockey Team)   | Bill Baker, Neal Broten, David Christian, Steve Christoff, Jim Craig, Mike Eruzione, John Harrington, Steve Janaszak, Mark Johnson, Rob McClanahan, Ken Morrow, Jack O’Callahan, Mark Pavelich, Mike Ramsey, Buzz Schneider, Dave Silk, Bob Suter, Eric Strobel, Phil Verchota, Mark Wells, Trainer Herb Brooks              | 1983     | Als jüngstes Team des Eishockeyturniers schlugen die US-Amerikaner im Halbfinale die Sowjetunion mit 4:3. Das Miracle on Ice wurde von Sports Illustrated als Sportmoment des 20. Jahrhunderts ausgezeichnet. Im Finale holte das Team mit einem Sieg über Finnland die Goldmedaille. |
| Turnteam der Männer von 1984 (geführt als 1984 U.S. Olympic Men's Gymnastics Team)        | Bart Conner, Tim Daggett, Mitchell Gaylord, Jim Hartung, Scott Johnson, Peter Vidmar, Jim Mikus (Ersatz) | 2006     | Als erstes Männerteam gewannen die Turner 1984 in Los Angeles olympisches Gold. |
| Basketballteam der Männer von 1992 (geführt als 1992 U.S. Olympic Men's Basketball Team)  | Charles Barkley, Larry Bird, Clyde Drexler, Scottie Pippen, Patrick Ewing, Earvin „Magic“ Johnson, Christian Laettner, Michael Jordan, Karl Malone, Chris Mullin, David Robinson, John Stockton, Trainer Chuck Daly | 2009     | Das Dream Team, dem erstmals die führenden NBA-Spieler angehörten, gewann ungeschlagen olympisches Gold. Im Finale besiegte die Mannschaft Kroatien mit 117:85. |
| Turnteam der Frauen von 1996 (geführt als 1996 U.S. Olympic Women's Gymnastics Team)      | Amanda Borden, Amy Chow, Dominique Dawes, Shannon Miller, Dominique Moceanu, Jaycie Phelps, Kerri Strug | 2008     | Die Magnificent Seven holten die erste olympische Goldmedaille für ein US-Frauenteam im Turnen vor ihren russischen und rumänischen Konkurrentinnen. |
| Fußballteam der Frauen von 1996 (geführt als 1996 U.S. Olympic Women's Soccer Team)       | Michelle Akers, Thori Staples Bryan, Brandi Chastain, Amanda Cromwell, Joy Fawcett, Julie Foudy, Carin Gabarra, Mia Hamm, Mary Harvey, Kristine Lilly, Shannon MacMillan, Tiffeny Milbrett, Carla Overbeck, Cindy Parlow, Tiffany Roberts, Briana Scurry, Tisha Venturini, Saskia Webber, Staci Wilson, Trainer Tony DiCicco | 2004     | Beim ersten olympischen Fußballturnier der Frauen schlug das US-Team China im Finale mit 2:1. Die Tore schossen Shannon MacMillan und Tiffeny Milbrett. |
| Eishockeyteam der Frauen von 1998 (geführt als 1998 U.S. Olympic Women's Ice Hockey Team) | Chris Bailey, Laurie Baker, Alana Blahoski, Lisa Brown-Miller, Karyn Bye, Colleen Coyne, Sara DeCosta, Tricia Dunn, Cammi Granato, Katie King, Shelley Looney, Sue Merz, Allison Mleczko, Tara Mounsey, Vicki Movsessian, Angela Ruggiero, Jenny Schmidgall, Sarah Tueting, Gretchen Ulion, Sandra Whyte, Trainer Ben Smith  | 2019     | Gegen Kanada setzte sich das US-Team im Finale mit 3:1 durch und gewann damit die erste bei Olympischen Spielen vergebene Goldmedaille im Eishockey der Frauen. |
| Sledge-Eishockeyteam der Männer von 2002 (geführt als 2002 Paralympic Sled Hockey Team)   | Manny Guerra, Lonnie Hannah, Brian Ruhe, Sylvester Flis, Matt Coppens, James Dunham, Patrick Byrne, Jack Sanders, Dave Conklin, Kip St. Germaine, Josh Wirt, Dan Henderson, Joe Howard, Patrick Sapp, Chris Manns, Trainer Rick Middleton                                                                                    | 2022     | Vor 2002 hatte Sledge-Eishockey keine Tradition in den Vereinigten Staaten. Das Team bestand überwiegend aus unerfahrenen Spielern, blieb ungeschlagen und gewann das paralympische Turnier. In den folgenden Jahren wurde die Sportart deutlich populärer in den USA.                |
| Softballteam der Frauen von 2004 (geführt als 2004 U.S. Olympic Women's Softball Team)    | Leah O’Brien, Laura Berg, Crystl Bustos, Lisa Fernandez, Jennie Finch, Tairia Flowers, Amanda Freed, Lori Harrigan, Lovieanne Jung, Kelly Kretschman, Jessica Mendoza, Stacy Nuveman, Catherine Osterman, Jenny Topping, Natasha Watley, Trainer Mike Candrea                                                                | 2012     | Ohne Niederlage wurden die US-Softballerinnen Olympiasiegerinnen in Athen. |